# Pierre Jules Baroche

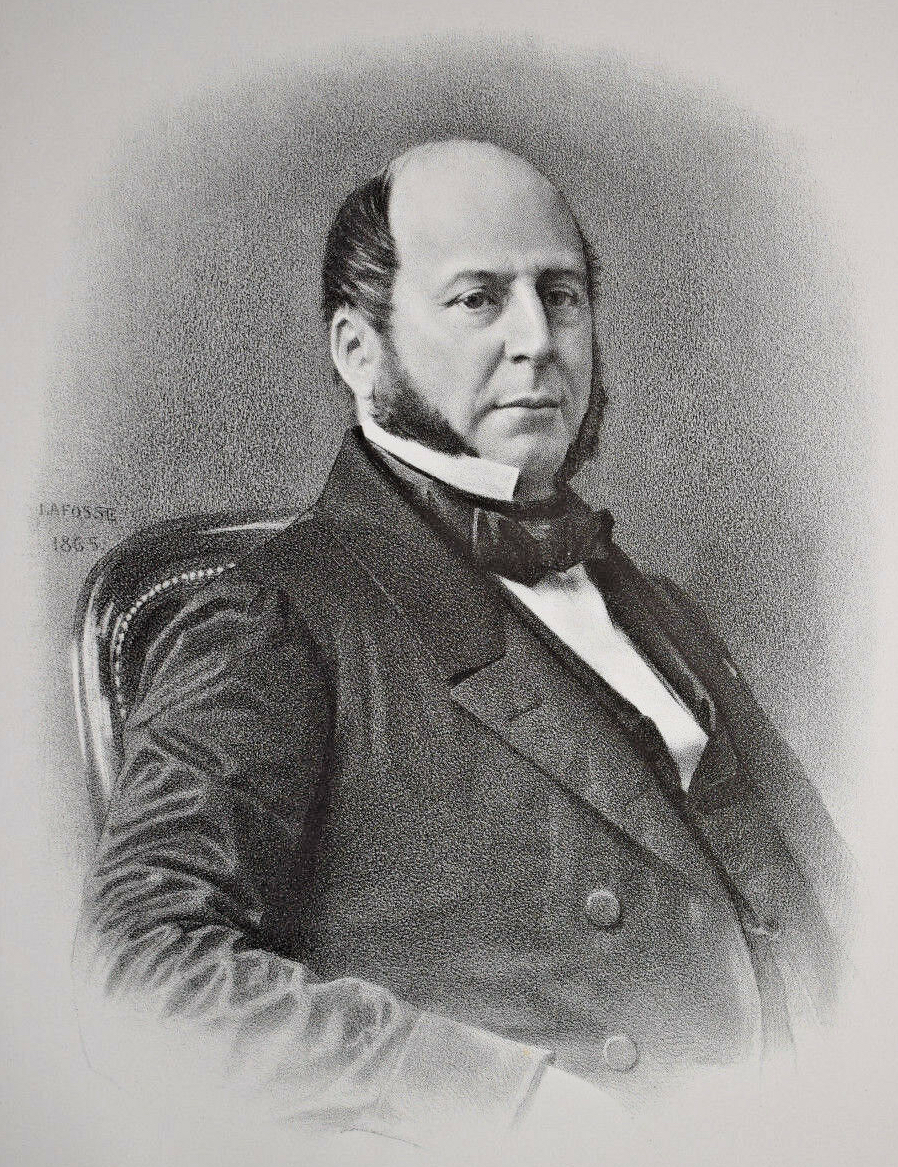
Pierre Jules Baroche

Pierre Jules Baroche (* 18. November 1802 in La Rochelle; † 29. Oktober 1870 auf Jersey (Kanalinseln)) war ein französischer Staatsmann.

## Leben

### Advokat und frühe politische Laufbahn
Pierre Jules Baroche, Sohn eines kleinen Kaufmanns, studierte Rechtswissenschaften, wurde 1823 Anwalt und erlangte in der Folge in diesem Beruf großes Ansehen. Er wurde Advokat am Appellhof in Paris, wo er 1841 Colombier, der in den Attentatsprozess gegen Quénisset verwickelt war, verteidigte. Wegen seiner Rednergabe wurde er vom Pariser Advokatenverein 1846 zum Vorsteher (Bâtonnier) gewählt. 1847 verteidigte er den General Amédée Louis Despans de Cubières im Bestechungsprozess gegen den Minister Jean-Baptiste Teste vor dem Pairsgerichtshof, vor dem er auch im Vorjahr Joseph Henry verteidigt hatte, der wegen seiner am 29. Juli 1846 versuchten Ermordung des Königs Louis-Philippe angeklagt war.
Am 27. November 1847 wurde Baroche vom Arrondissement Rochefort in die Deputiertenkammer gewählt, stellte sich dort neben Odilon Barrot in die Reihen der dynastischen Opposition, nahm an der Reformbewegung 1847–48 regen Anteil und gehörte am 23. Februar 1848 zu den 54 Deputierten, welche die Anklage gegen das Ministerium Guizot unterzeichneten.
Nach der Februarrevolution 1848 wurde Baroche in die konstituierende Nationalversammlung gewählt. Dort wurde er Mitglied des Ausschusses für auswärtige Angelegenheiten, näherte sich mehr und mehr der Rechten, gab aber seine Zustimmung zur republikanischen Konstitution. Er unterstützte sodann Louis Napoléon (den späteren Kaiser Napoleon III.) nach dessen am 10. Dezember 1848 erfolgten Wahl zum französischen Präsidenten. Infolge der energischen Art, wie er in der Kammer allen demokratischen Bestrebungen entgegentrat, berief ihn Louis Napoléon zum Generalstaatsprokurator am Appellhof zu Paris. In dieser Rolle spielte er in den politischen Prozessen jener Zeit eine gehässige Rolle. So wirkte er im Prozess gegen die Teilnehmer am Aufstand vom 15. Mai 1848, erschien dann als öffentlicher Ankläger beim Prozess von Bourges und einige Monate später bei dem von Versailles.
Von der Charente-Inférieure auch in die gesetzgebende Versammlung gewählt, wurde Baroche am 30. Mai 1849 deren erster Vizepräsident und eines der tätigsten Mitglieder der Majorität, die er mit dem Präsidenten versöhnen wollte. Am 15. März 1850 übernahm er das Innenministerium als Nachfolger von Ferdinand Barrot. Die Einschränkung des allgemeinen Wahlrechts, die Suspension des Versammlungsrechts, die Schließung der politischen Klubs, die Wiedereinführung des Zeitungsstempels, die Erhöhung der Kautionen, das Gesetz über die Deportation politisch Verurteilter und andere Maßregeln waren Baroches Werk.
Infolge eines Misstrauensvotums der Nationalversammlung trat Baroche mit dem ganzen Ministerium am 18. Januar 1851 zurück. Nachdem der Präsident ein sogenanntes Übergangsministerium gebildet hatte, stellte er der Nationalversammlung am 10. April 1851 ein neues Kabinett vor, in dem Baroche das Auswärtige Amt übernahm. Als der Präsident den Ministern zumutete, die Zurücknahme des neuen Wahlgesetzes vom 31. Mai 1850 in der Kammer zu beantragen, nahm Baroche am 14. Oktober 1851 seine Entlassung.

### Politische Rolle unter Napoleon III., Sturz und Tod
Als Vizepräsident der Konsultativkommission überreichte Baroche am Silvesterabend 1851 Napoleon III. das Abstimmungsprotokoll, durch welches dessen Staatsstreich vom 2. Dezember 1851 die Sanktion der Nation erhielt. Bald darauf wurde er zum Vorsitzenden und Rat für Verwaltungsangelegenheiten, am 25. Januar 1852 zum Vizepräsidenten des neuorganisierten Staatsrats, hierauf zum Kommissionsmitglied für Abänderung der Verfassung und im März 1852 zum Assessor beim obersten Unterrichtsrat ernannt. Als Vizepräsident des Staatsrats wurde er in diesem Jahr noch zu den Ministerkonferenzen eingeladen, worauf am 30. Dezember 1852 seine Ernennung zum Präsidenten des Staatsrats erfolgte. Im April 1854 war er Mitglied der Regierungskommission im Montalembertschen Prozess, bei dessen Verhandlungen der ehemalige Liberale im Ton fanatischer Devotion dem Absolutismus das Wort redete. 1855 wurde er zum Großkreuz der Ehrenlegion ernannt.
Im Januar 1860 verwaltete Baroche interimistisch das Außenministerium und spielte dann als Minister ohne Portefeuille oder „Sprechminister“ – welche Funktion er vom 3. Dezember 1860 bis 23. Juni 1863 innehatte – in den Debatten der Kammer und des Senats durch seine Wortgewandtheit eine hervorragende Rolle. Am 23. Juni 1863 übernahm er das Justizministerium, dann auch das Ministerium des Kultus, das von jenem des öffentlichen Unterrichts getrennt worden war. Am 20. Oktober 1864 wurde er Senator. Im Mai 1868 empfahl er in einem Rundschreiben der Gerichten Mäßigung bei Anwendung des drückenden Pressegesetzes, eine Empfehlung, die jedoch nur eine Scheinkonzession an die erregte öffentliche Meinung war, da die Presseverfolgungen weitergingen. Im Januar 1869 entließ Baroche sogar den Baron Séguier, den kaiserlichen Prokurator in Toulouse, da dieser sich zu nachgiebig in den Presseangelegenheiten gezeigt hatte.
Als im Juli 1869, in Aussicht der vom Kaiser versprochenen konstitutionellen Reformen, die Neubildung des Ministeriums ohne Eugène Rouher erfolgte, musste Baroche seinen doppelten Ministerposten niederlegen. Nach dem Sturz des Kaiserreichs am 4. September 1870 floh Baroche aus Frankreich nach der Insel Jersey, wo er am 29. Oktober dieses Jahres im Alter von knapp 68 Jahren starb.